# 光子上转换

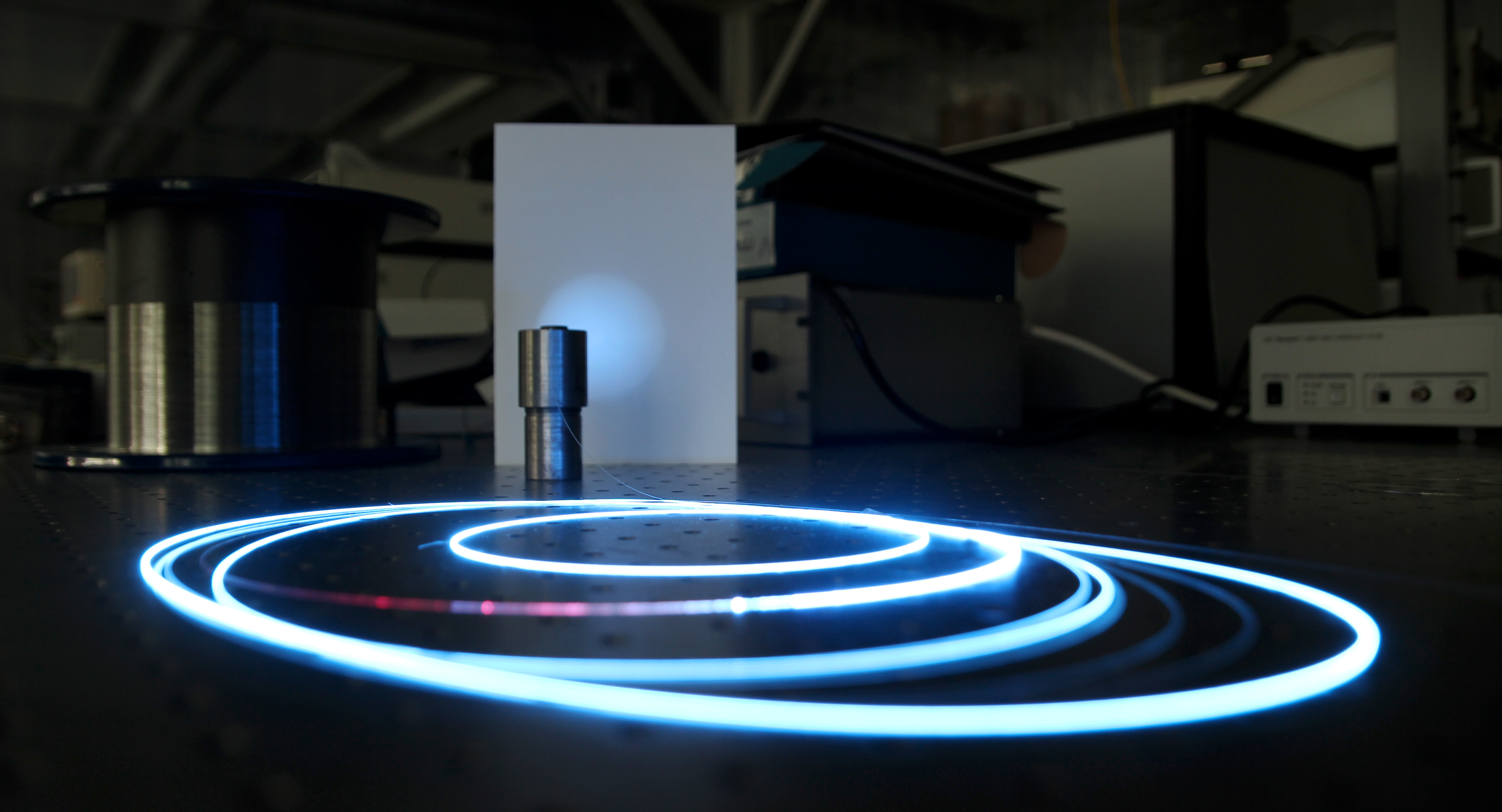
上转换荧光。含有红外光的光纤在黑暗中闪耀着蓝光。

光子上转换（英语：Photon upconversion）是吸收较长波长的两个或多个光子，激发出较短波长的光的过程。它是反斯托克型的发光，这种类型的发光的例子就是将红外光转化为可见光。具有这一发光特性的材料被称作上转换发光材料，它通常含有d区或f区的元素。如Ln3+、Ti2+、Ni2+、Mo3+、Re4+、Os4+等。